# رويكن (النرويج)
رويكن (بالنرويجية: Røyken)‏ هي إِحدى بلدات مُحافَظة بوسكرود جنُوب غرب العاصِمة أُوسلُو، في مملكة النُروِيج. وتبلُغ مِساحتها حوالي (113 كم²)، ويبلُغ عدد سُكّانها نحوِ 24747 نَسَمَة.

## صور

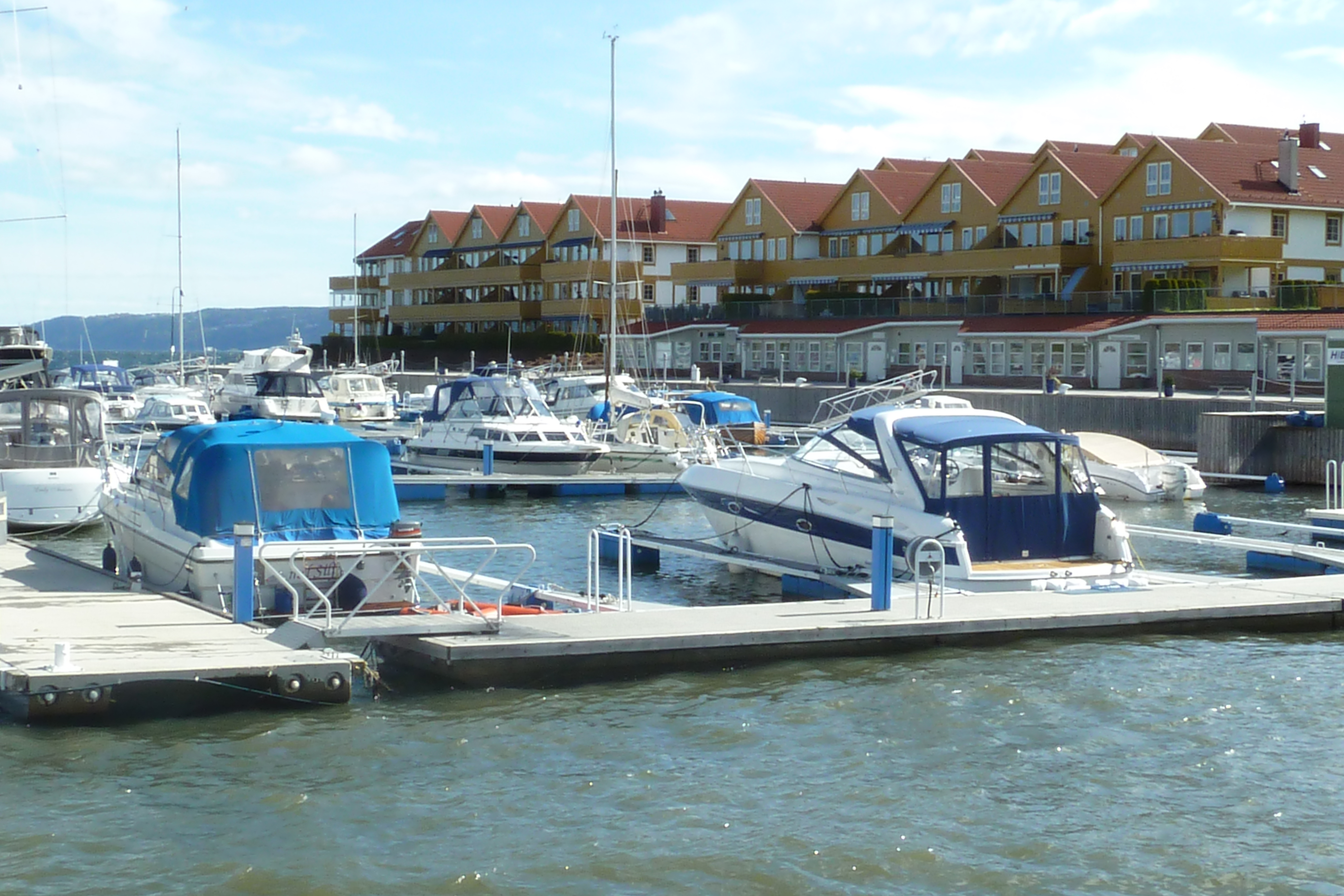
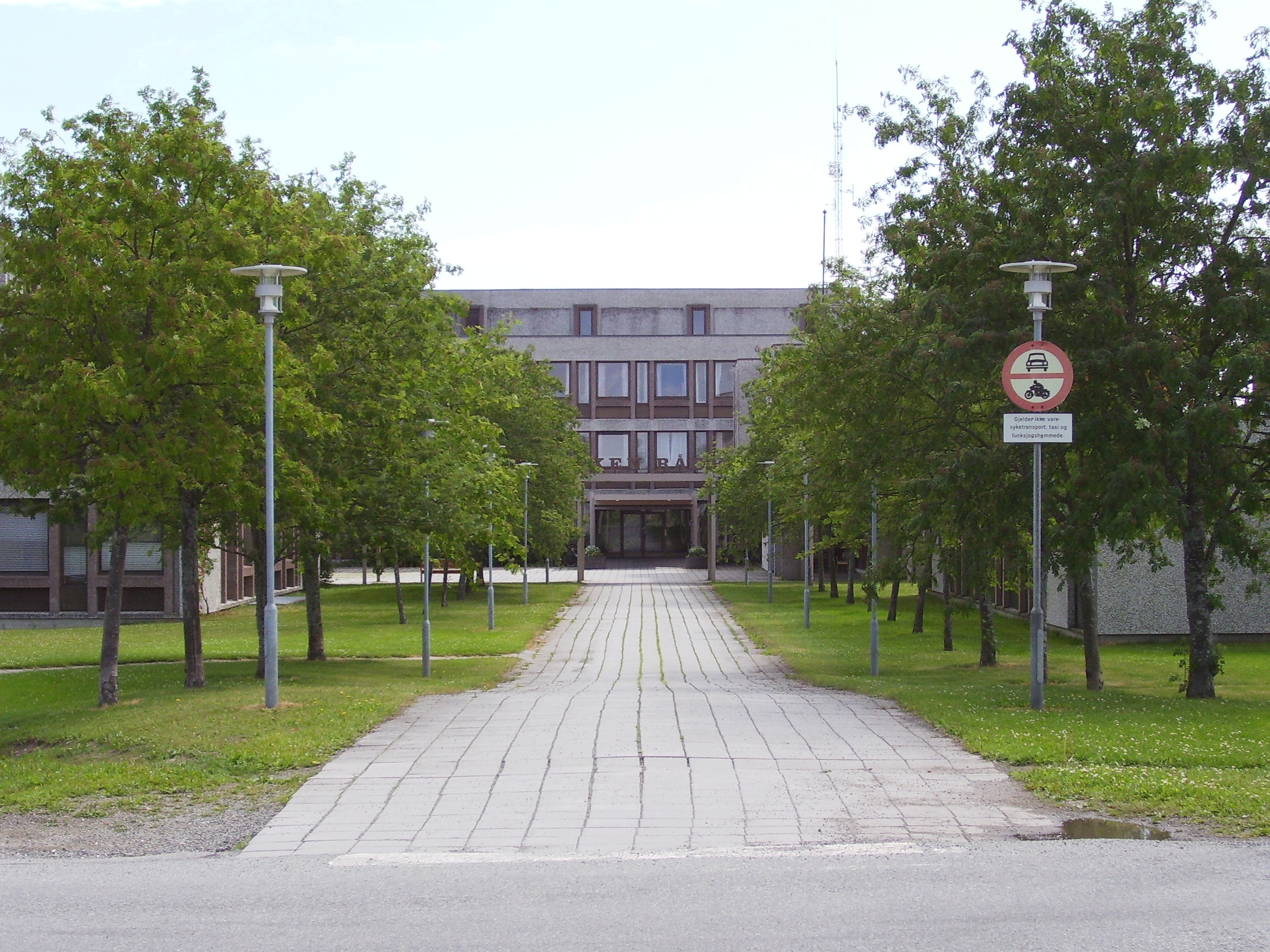
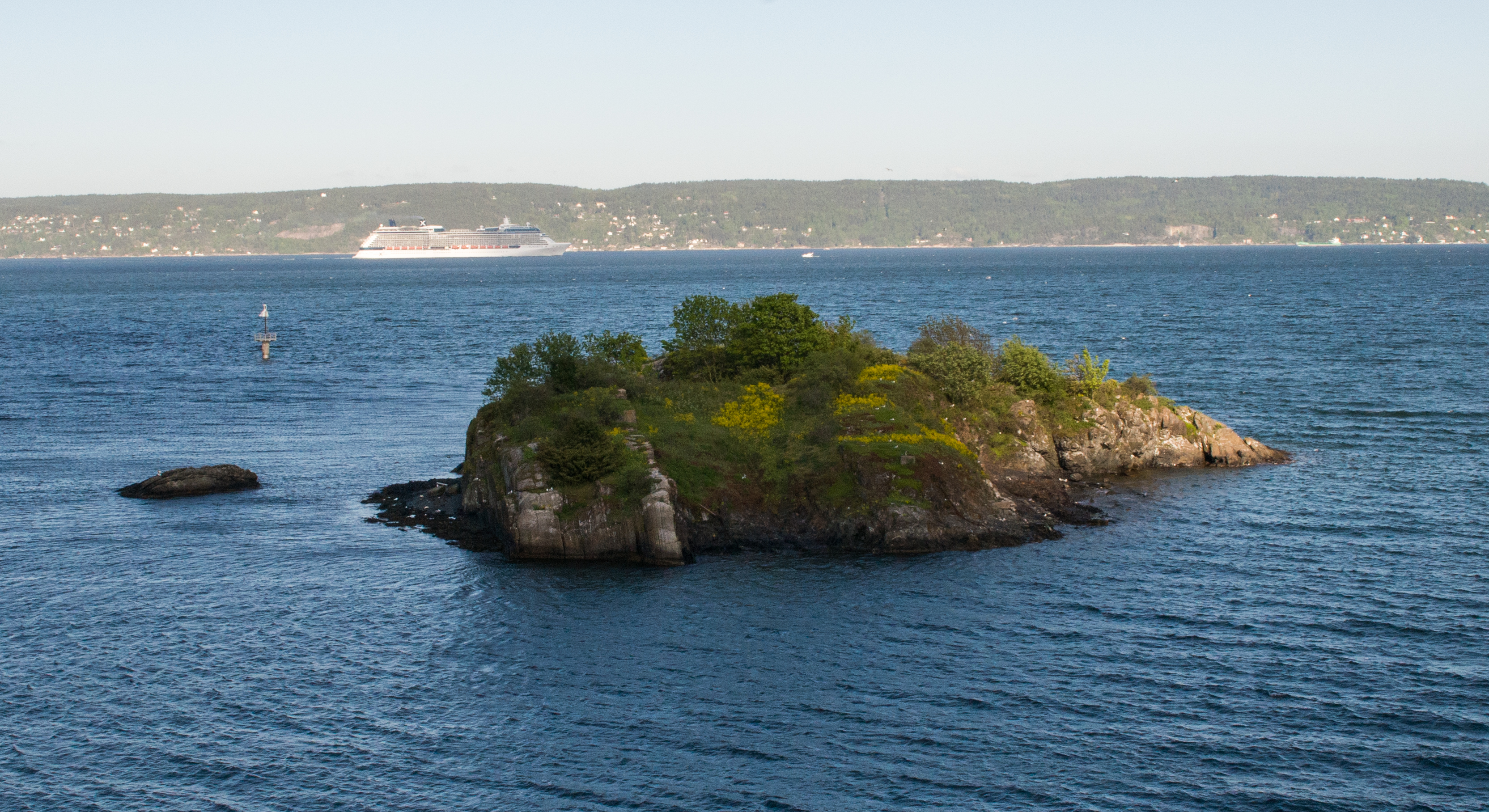

## أعلام
- أوفه بانغ
- كيت غولبراندسن
- اينار يانسن
- إيبرهارت جنسن

## روابط خارجية
- الموقع الرسميّ (باللُغة النُروِيجية).
- المَوسُوعةُ النُروِيجية الكُبرى (باللُغة النُروِيجية).